# Rambouillet
Rambouillet je mesto in občina v osrednji francoski regiji Île-de-France, podprefektura departmaja Yvelines. Leta 1999 je mesto imelo 24.758 prebivalcev. Po njem je poimenovana vrsta ovac, poznanih tudi kot francoske Merino ovce.

## Geografija
Kraj leži v osrednji Franciji ob manjši reki Guéville 36 km jugozahodno od Versaillesa, poznan po obširnem istoimenskem gozdu kot tudi po dvorcu Château de Rambouillet.

## Administracija
Rambouillet je sedež istoimenskega kantona, v katerega so poleg njegove vključene še občine Auffargis, La Boissière-École, Les Bréviaires, Émancé, Les Essarts-le-Roi, Gambaiseuil, Gazeran, Hermeray, Mittainville, Orcemont, Orphin, Le Perray-en-Yvelines, Poigny-la-Forêt, Raizeux, Saint-Hilarion, Saint-Léger-en-Yvelines in Vieille-Église-en-Yvelines z 49.834 prebivalci.
Mesto je prav tako sedež okrožja, v katerem se nahajajo kantoni Chevreuse, Maurepas, Montfort-l'Amaury in Saint-Arnoult-en-Yvelines z 214.219 prebivalci.

## Zgodovina
Prva omemba kraja Rambolitum seže v leto 768 ob podelitvi Yvelinskih gozdov Pipina Malega opatiji Saint-Denis.
Rambouillet je bil v središču pozornosti v času Kosovske krize, kjer so se srečali predstavniki Jugoslavije in kosovskih Albancev februarja in marca 1999 pod okriljem NATO-a. Srečanje je bilo poskus končanja tamkajšnje krize s klici po prekinitvi srbske paravojaške agresije, prihodu mirovnih sil in obnovitvi kosovske avtonomije v okviru Jugoslavije. Po zavrnitvi podpisa sporazuma s strani predstavnikov jugoslovanske vlade in nadaljnji agresiji je bil posledično zaukazan zračni napad na Jugoslavijo, ki se je odvijal od marca do junija 1999 pod poveljstvom NATO. 

## Znamenitosti
- Star utrjen grad Château de Rambouillet je bil leta 1783 privatna rezidenca francoskega kralja Ludvika XVI. Francoskega. Kasneje jo je dal obnoviti sin Napoleona Bonaparta kot palačo Palais du Roi de Rome. Od februarja 1896 služi kot uradna poletna rezidenca francoskih predsednikov.

## Pobratena mesta
- Great Yarmouth (Združeno kraljestvo),
- Kirchheim unter Teck (Nemčija),
- Waterloo (Belgija),
- Zafra (Španija).